# Коста-Рика на летних Олимпийских играх 1988
Коста-Рика принимала участие в Летних Олимпийских играх 1988 года в Сеуле (Республика Корея) в седьмой раз за свою историю, и завоевала одну серебряную медаль — первую в истории олимпийскую медаль Коста-Рики. Сборная страны состояла из 16 спортсменов (9 мужчин, 7 женщин).

## Медалисты
| Медаль  | Спортсмен    | Вид спорта | Дисциплина                    |
| ------- | ------------ | ---------- | ----------------------------- |
| Серебро | Сильвия Полл | Плавание   | Женщины, 200 м вольным стилем |